# Alessandro Rosina
Alessandro Rosina (Belvedere Marittimo, 31 gennaio 1984) è un ex calciatore italiano, di ruolo centrocampista.
Prodotto delle giovanili del Parma, nel 2005 passa al Torino, affermandosi nel ruolo di trequartista, tanto che nel 2007 è convocato per la prima e unica volta con la nazionale maggiore, dopo aver giocato 3 Europei Under-21 (vincendo l'edizione 2004). Durante la sua esperienza coi granata è soprannominato Rosinaldo, divenendo il giocatore simbolo del Torino. Nel 2009 si trasferisce in Russia, allo Zenit, dove nonostante sia allenato dal connazionale Luciano Spalletti, è spesso relegato in panchina. Dopo un paio di stagioni torna in Italia, giocando tra A e B con le maglie di Siena, Catania, Bari e Salernitana.

## Caratteristiche tecniche
Trequartista mancino, molto dotato tecnicamente, poteva giocare sia da ala, su entrambe le fasce, sia da seconda punta.

## Carriera

### Club

#### Parma e Verona
Cresciuto nelle giovanili del Parma dall'età di 9 anni quando, grazie al talent scout Carlo Gardani, si trasferisce con la famiglia da Bonifati a Casalmaggiore (CR), esordisce in Serie A con gli emiliani nella stagione 2002-2003 il 16 febbraio 2003 in Parma-Juventus 1-2 subentrando all'83' al posto di Hidetoshi Nakata e colleziona un totale di 6 presenze. Nel 2003-2004 colleziona 7 presenze e nel 2004-2005 altre 12 fino a gennaio, quando il Parma decide di prestarlo in Serie B al Verona, dove gioca con continuità e si mette in mostra (17 presenze e 2 gol).

#### Torino
Nel 2005, a 21 anni, Rosina viene ceduto in comproprietà al Torino, in Serie B, per 400.000 euro. Durante la stagione 2005-2006 colleziona ben 42 presenze e 12 gol (inclusi i play-off).

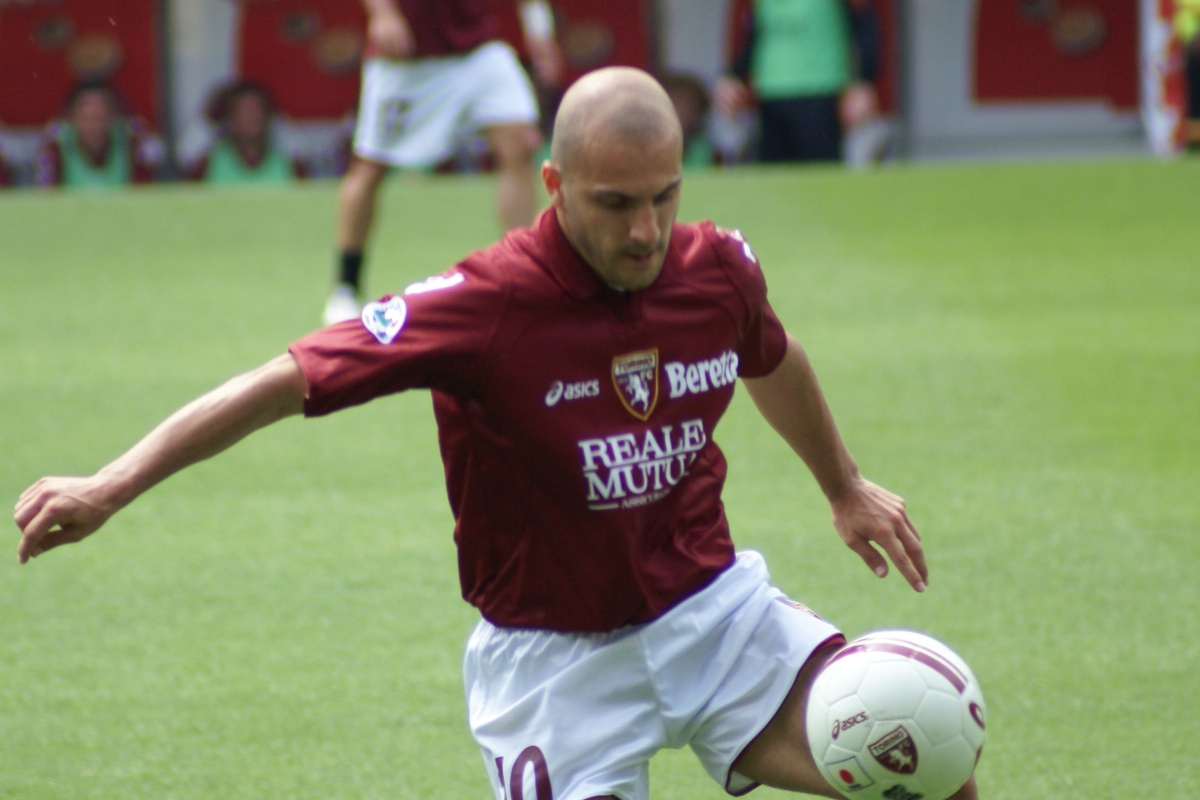
Rosina in azione con la maglia del Torino nel 2007.

A seguito di questo campionato da protagonista, nel quale Rosinaldo è decisivo per la conquista della promozione in Serie A del Torino, nell'estate del 2006 viene acquistato a titolo definitivo dai granata per 870.000 euro. Nel 2006-2007, torna in Serie A e mette a segno il suo primo gol nella massima serie il 19 novembre 2006 in Torino-Sampdoria realizzando il calcio di rigore del definitivo 1-0. A fine stagione conterà 35 presenze e 9 reti, contribuendo alla salvezza del Torino; dal gennaio 2008, diventa il nuovo capitano della squadra. Nella stessa stagione colleziona 35 presenze e segna 8 reti. Il 5 ottobre 2007 prolunga la sua permanenza a Torino fino al 2011, firmando un nuovo contratto.
Nel 2008-2009 totalizza 31 presenze e 5 reti, con le sue prestazioni che non si attestano sui livelli degli anni precedenti. La stagione coincide anche con la retrocessione in Serie B del Torino dopo 3 anni di permanenza in Serie A.
Conclude la sua esperienza in granata giocando complessivamente 148 presenze e segnando 39 reti.

#### Zenit e la parentesi Cesena

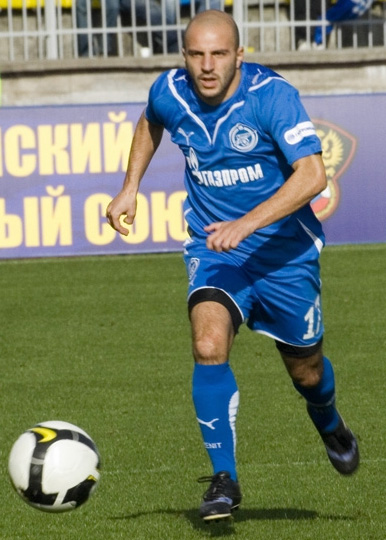
Rosina in azione con la maglia dello Zenit nel 2009.

Il 31 luglio 2009 è ufficializzata la sua cessione allo Zenit San Pietroburgo, squadra della Prem'er-Liga russa, per una cifra vicina ai 9 milioni di euro. Debutta con la maglia dello Zenit il 5 agosto 2009 contro l'Amkar Perm' negli ottavi di finale della Coppa di Russia e realizza il suo primo gol. Il primo gol in campionato lo trova il 30 agosto 2009 contro il Chimki.
Il 14 novembre 2010 vince il campionato russo 2010 con due giornate di anticipo. Il 29 gennaio 2011 il Cesena ufficializza il suo trasferimento dallo Zenit San Pietroburgo in prestito. Torna al gol in Serie A il 20 febbraio 2011 in Parma-Cesena 2-2 realizzando la rete dell'1-0.

#### Siena
Nell'estate del 2012 gli viene concesso il permesso di andare in prova al Siena di Serse Cosmi. Il 31 agosto viene tesserato ufficialmente dalla squadra toscana, indossando la maglia numero 27.
Debutta in campionato con la nuova maglia il 2 settembre nella sconfitta esterna per 2-1 contro la Sampdoria subentrando a Zé Eduardo al minuto 59.
Il 14 ottobre 2013 segna la sua prima doppietta con la Robur nella partita in casa contro l'Avellino, partita poi finita 3-0. Il 30 maggio 2014, sul campo del Varese all'ultima giornata, sbaglia il rigore che avrebbe potuto portare il Siena ai playoff di Serie B. La sua stagione resta comunque molto positiva con 13 gol e 11 assist in 39 presenze.
Il 22 luglio 2014, a causa della mancata iscrizione del Siena al campionato di Serie B, rimane svincolato.

#### Catania e Bari
Il 23 luglio 2014 firma un contratto biennale con il Catania. Segna 8 gol in 37 partite di Serie B.
Il 31 agosto 2015, dopo che la squadra siciliana è retrocessa in Lega Pro per lo scandalo calcioscommesse, Rosina viene ceduto al Bari a titolo temporaneo con diritto e obbligo di riscatto. Termina la stagione al 5º posto in classifica perdendo i play-off contro il Novara. A fine stagione il Bari decide di non esercitare il riscatto e Rosina fa ritorno a Catania.

#### Salernitana
Il 18 agosto 2016 passa a titolo definitivo alla Salernitana, firmando un contratto quadriennale. Segna il suo primo gol con la maglia granata nella prima partita del campionato cadetto, al suo esordio, indossando la fascia da capitano. Nell'estate 2019 nonostante sia sotto contratto con la Salernitana rimane fuori rosa, perché non rientrava nei piani tecnici della società. Il 1º luglio 2020 si svincola dalla società campana e due giorni dopo annuncia l'addio al calcio giocato.

### Nazionale

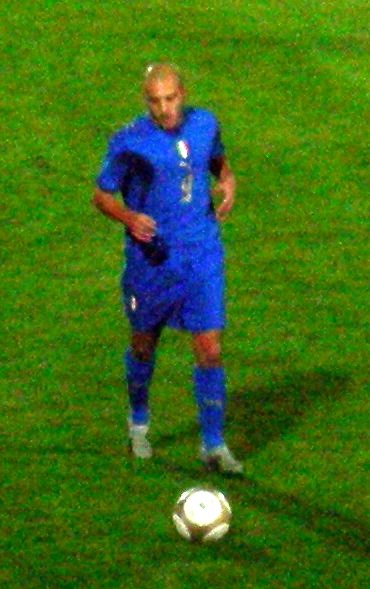
Rosina in azione con la nazionale italiana nell'ottobre 2007.

#### Under-21
Ha fatto parte della Nazionale Under-21 dal 2004 al 2007.
Con l'Under-21 Rosina è stato aggregato durante l'Europeo Under-21 nel 2004, diventando Campione pur senza giocare. Ha invece disputato da titolare gli Europei Under-21 nel 2006 in Portogallo, uscendo al primo turno della fase finale, e nel 2007 nei Paesi Bassi, con il medesimo esito. Con l'Under-21 ha disputato anche l'incontro di spareggio valido per l'ammissione alle Olimpiadi del 2008, vinto ai rigori contro il Portogallo.

#### Nazionale maggiore
Il 17 ottobre 2007, a 23 anni, ha esordito con la nazionale italiana nella partita amichevole Italia-Sudafrica (2-0), sotto la gestione di Roberto Donadoni. È la sua unica presenza con la maglia della nazionale.

## Statistiche

### Presenze e reti nei club
| Stagione           | Squadra            | Campionato         | Campionato | Campionato | Coppe nazionali | Coppe nazionali | Coppe nazionali | Coppe continentali | Coppe continentali | Coppe continentali | Altre coppe | Altre coppe | Altre coppe | Totale | Totale |
| Stagione           | Squadra            | Comp               | Pres       | Reti       | Comp            | Pres            | Reti            | Comp               | Pres               | Reti               | Comp        | Pres        | Reti        | Pres   | Reti   |
| ------------------ | ------------------ | ------------------ | ---------- | ---------- | --------------- | --------------- | --------------- | ------------------ | ------------------ | ------------------ | ----------- | ----------- | ----------- | ------ | ------ |
| 2002-2003          | Parma              | A                  | 6          | 0          | CI              | 0               | 0               | -                  | -                  | -                  | -           | -           | -           | 6      | 0      |
| 2003-2004          | Parma              | A                  | 7          | 0          | CI              | 4               | 1               | CU                 | 4                  | 1                  | -           | -           | -           | 15     | 2      |
| 2004-gen. 2005     | Parma              | A                  | 12         | 0          | CI              | 2               | 0               | CU                 | 5                  | 0                  | -           | -           | -           | 19     | 0      |
| gen.-giu. 2005     | Verona             | B                  | 17         | 2          | CI              | 0               | 0               | -                  | -                  | -                  | -           | -           | -           | 17     | 2      |
| ago. 2005          | Parma              | A                  | 0          | 0          | CI              | 1               | 0               | -                  | -                  | -                  | -           | -           | -           | 1      | 0      |
| Totale Parma       | Totale Parma       | Totale Parma       | 25         | 0          |                 | 7               | 1               |                    | 9                  | 1                  |             | -           | -           | 41     | 2      |
| ago. 2005-2006     | Torino             | B                  | 38+4       | 11+1       | CI              | 0               | 0               | -                  | -                  | -                  | -           | -           | -           | 42     | 12     |
| 2006-2007          | Torino             | A                  | 35         | 9          | CI              | 2               | 3               | -                  | -                  | -                  | -           | -           | -           | 37     | 12     |
| 2007-2008          | Torino             | A                  | 35         | 8          | CI              | 1               | 1               | -                  | -                  | -                  | -           | -           | -           | 36     | 9      |
| 2008-2009          | Torino             | A                  | 31         | 5          | CI              | 3               | 1               | -                  | -                  | -                  | -           | -           | -           | 34     | 6      |
| Totale Torino      | Totale Torino      | Totale Torino      | 139+4      | 33+1       |                 | 6               | 5               |                    | -                  | -                  |             | -           | -           | 149    | 39     |
| lug.-dic. 2009     | Zenit              | PL                 | 9          | 2          | KR              | 4               | 1               | UEL                | 2                  | 0                  | -           | -           | -           | 15     | 3      |
| 2010               | Zenit              | PL                 | 15         | 2          | KR              | 1               | 2               | UCL+UEL            | 2+4                | 0+2                | -           | -           | -           | 22     | 6      |
| gen.-giu. 2011     | Cesena             | A                  | 10         | 1          | CI              | 0               | 0               | -                  | -                  | -                  | -           | -           | -           | 10     | 1      |
| 2011-2012          | Zenit              | PL                 | 10         | 0          | KR              | 0               | 0               | UCL                | 1                  | 0                  | -           | -           | -           | 11     | 0      |
| Totale Zenit       | Totale Zenit       | Totale Zenit       | 34         | 4          |                 | 5               | 3               |                    | 9                  | 2                  |             | -           | -           | 48     | 9      |
| 2012-2013          | Siena              | A                  | 31         | 5          | CI              | 1               | 0               | -                  | -                  | -                  | -           | -           | -           | 32     | 5      |
| 2013-2014          | Siena              | B                  | 40         | 13         | CI              | 4               | 1               | -                  | -                  | -                  | -           | -           | -           | 44     | 14     |
| Totale Siena       | Totale Siena       | Totale Siena       | 71         | 18         |                 | 5               | 1               |                    | -                  | -                  |             | -           | -           | 76     | 19     |
| 2014-2015          | Catania            | B                  | 37         | 8          | CI              | 2               | 0               | -                  | -                  | -                  | -           | -           | -           | 39     | 8      |
| ago. 2015          | Catania            | LP                 | 0          | 0          | CI+CI-LP        | 2+0             | 0               | -                  | -                  | -                  | -           | -           | -           | 2      | 0      |
| Totale Catania     | Totale Catania     | Totale Catania     | 37         | 8          |                 | 4               | 0               |                    | -                  | -                  |             | -           | -           | 41     | 8      |
| ago. 2015-2016     | Bari               | B                  | 40+1       | 9+2        | CI              | 0               | 0               | -                  | -                  | -                  | -           | -           | -           | 41     | 11     |
| 2016-2017          | Salernitana        | B                  | 38         | 6          | CI              | 0               | 0               | -                  | -                  | -                  | -           | -           | -           | 38     | 6      |
| 2017-2018          | Salernitana        | B                  | 20         | 2          | CI              | 2               | 0               | -                  | -                  | -                  | -           | -           | -           | 22     | 2      |
| 2018-2019          | Salernitana        | B                  | 17         | 3          | CI              | 1               | 0               | -                  | -                  | -                  | -           | -           | -           | 18     | 3      |
| 2019-2020          | Salernitana        | B                  | 0          | 0          | CI              | 0               | 0               | -                  | -                  | -                  | -           | -           | -           | 0      | 0      |
| Totale Salernitana | Totale Salernitana | Totale Salernitana | 75         | 11         |                 | 3               | 0               |                    | -                  | -                  |             | -           | -           | 78     | 11     |
| Totale carriera    | Totale carriera    | Totale carriera    | 448+5      | 89         |                 | 30              | 10              |                    | 18                 | 3                  |             | -           | -           | 501    | 102    |

### Cronologia presenze e reti in nazionale
| Cronologia completa delle presenze e delle reti in nazionale ― Italia | Cronologia completa delle presenze e delle reti in nazionale ― Italia | Cronologia completa delle presenze e delle reti in nazionale ― Italia | Cronologia completa delle presenze e delle reti in nazionale ― Italia | Cronologia completa delle presenze e delle reti in nazionale ― Italia | Cronologia completa delle presenze e delle reti in nazionale ― Italia | Cronologia completa delle presenze e delle reti in nazionale ― Italia | Cronologia completa delle presenze e delle reti in nazionale ― Italia |
| Data                                                                  | Città                                                                 | In casa                                                               | Risultato                                                             | Ospiti                                                                | Competizione                                                          | Reti                                                                  | Note                                                                  |
| --------------------------------------------------------------------- | --------------------------------------------------------------------- | --------------------------------------------------------------------- | --------------------------------------------------------------------- | --------------------------------------------------------------------- | --------------------------------------------------------------------- | --------------------------------------------------------------------- | --------------------------------------------------------------------- |
| 17-10-2007                                                            | Siena                                                                 | Italia                                                                | 2 – 0                                                                 | Sudafrica                                                             | Amichevole                                                            | -                                                                     | 87’                                                                   |
| Totale                                                                |                                                                       | Presenze                                                              | 1                                                                     |                                                                       | Reti                                                                  | 0                                                                     |                                                                       |

## Palmarès

### Club

#### Competizioni nazionali
- Coppa di Russia: 1

Zenit San Pietroburgo: 2009-2010
- Campionato russo: 2

Zenit: 2010, 2011-2012

### Nazionale
- Campionato d'Europa Under-21: 1

Germania 2004

## Vita privata
Nel 2013 inizia una relazione con la showgirl Edelfa Chiara Masciotta, con cui ha avuto due figli, Aurora e Alessio.